# Turó de Llumeneres
El Turó de Llumeneres és una muntanya de 794 metres que es troba al municipi de Santa Coloma de Farners, a la comarca de la Selva.